# لوئیس فن بیک
لوئیس فن بیک (هلندی: Louis Van Beeck) کماندار اهل بلژیک بود. از افتخارات وی میتوان به کسب مدال طلا در بازی‌های المپیک تابستانی ۱۹۲۰ اشاره کرد.